# 三栄座
三栄座（さんえいざ）は、愛知県碧南市（旧棚尾町域）にあった劇場・映画館。初期には棚尾劇場と呼ばれたこともあり、棚尾三栄座と表記されることもある。1897年（明治30年）に劇場として開館し、1937年（昭和12年）頃に映画館に転換、1978年（昭和53年）に閉館した。

## 歴史

### 劇場時代
1897年（明治30年）頃、八柱神社の裏手に劇場として三栄座が開館した。初期には棚尾劇場という名称も用いられている。当初は棚尾町だけでなく近隣自治体からくる観客も多く、矢作川を挟んで対岸の幡豆郡平坂町から来る客が多かったという。三栄座の観客を見込んだ商売が発展するほどだった。八柱神社近辺には造り酒屋の旦那衆に支えられて花街が形成されており、三栄座の開館によってこの花街も発展した。大正時代には定員992人のホールを有し、演劇・活動写真・浪花節などの興行が行われた。昭和初期には花柳界の芸事の発表会（温習会）も行われたという。1932年（昭和7年）時点の定員は460人だった。

### 映画館時代

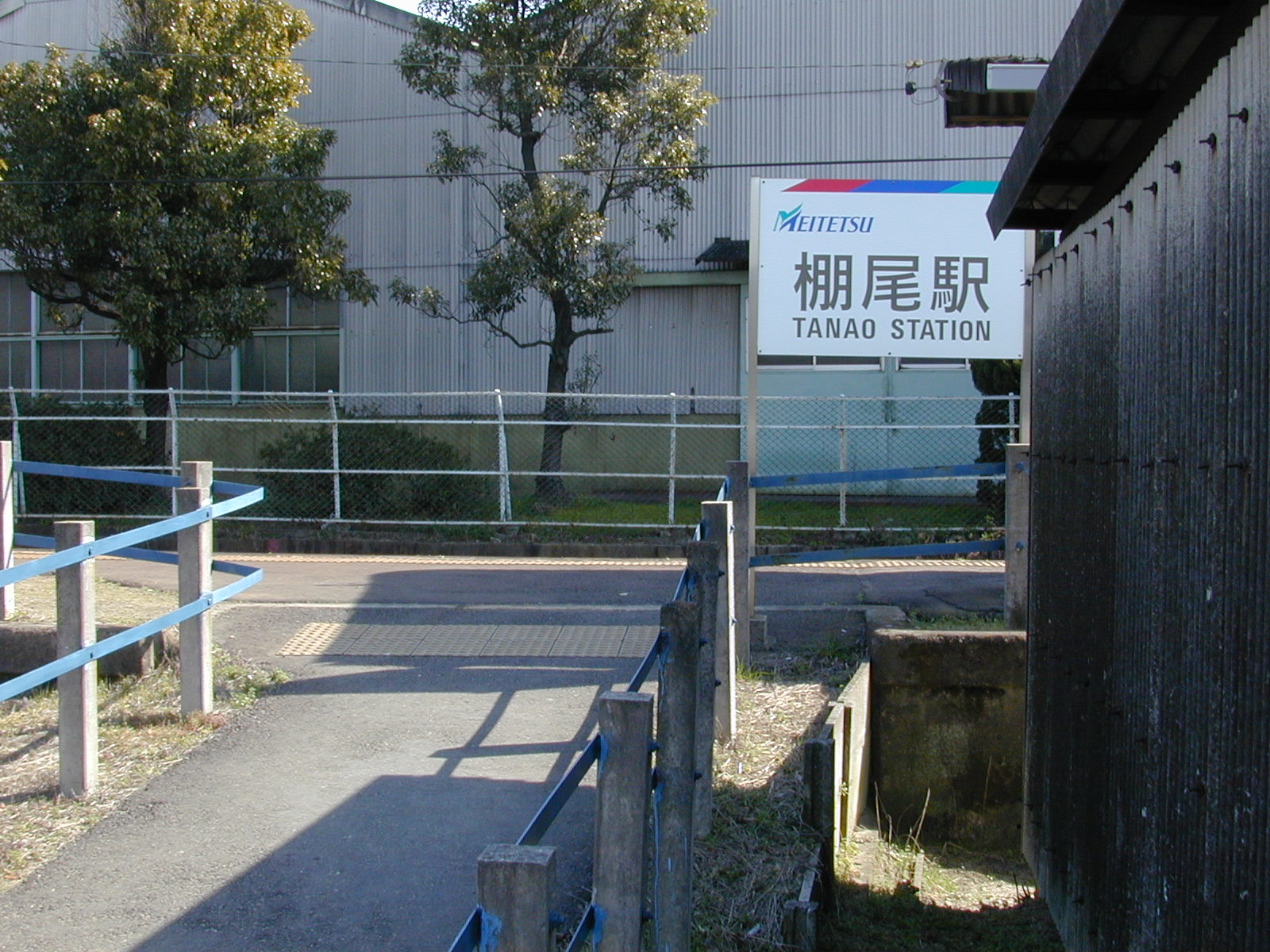
棚尾町の玄関口だった名鉄棚尾駅

1937年（昭和12年）から1938年（昭和13年）頃には映画の専門館となり、音楽演奏席を設けたりピアノを設置するなどした。1942年（昭和17年）には客席を木製の長椅子に交換した。当時の入場料は大人15銭、中人10銭、小人5銭だったが、地蔵祭や恵比寿講の日には一律3銭で入場させたため、身動きができないほどの人出となった。
戦後の三栄座は松竹・東宝・大映・日活の上映権を有しており、優れた作品を多数上映したため、名鉄三河線に乗って遠方から来る観客も多かった。1952年（昭和27年）には都市にある映画館のように長椅子から1人用椅子に交換。『全国映画館総覧 1953年版』によると、1953年の三栄座は276席の座席を有し、邦画全般を上映していた。
映画最盛期の1960年（昭和35年）の座席数は304席だった。この年の碧南市には旧棚尾町域の三栄座に加えて、旧新川町域に新盛座と浜劇と新川キネマが、旧大浜町域に寿々喜座があった。三栄座と新川キネマは邦画全般を、寿々喜座と新盛座は東映作品を、浜劇は邦画・洋画問わず上映していた。同年には創業者から松栄館に株式が譲渡されている。
1978年（昭和53年）に三栄座が閉館すると、棚尾の街全体が閑散としてしまった。同年には旧新川町域の新川キネマも閉館しており、碧南市域から映画館が姿を消した。

## かつて碧南市にあった映画館
| 画像 | 館名       | 所在地         | 営業年        |
| ---- | ---------- | -------------- | ------------- |
|      | 新盛座     | 旧碧海郡新川町 | 1887年-1961年 |
|      | 寿々喜座   | 旧碧海郡大浜町 | 1879年-1963年 |
|      | 浜劇       | 旧碧海郡新川町 | 1958年-1962年 |
|      | 三栄座     | 旧碧海郡棚尾町 | 1897年-1978年 |
|      | 新川キネマ | 旧碧海郡新川町 | 1929年-1978年 |